# Костел Небовзяття Пресвятої Діви Марії (Скала-Подільська)
Костел Внебовзяття Пресвятої Діви Марії в Скалі-Подільській (пол. kościół p.w. Wniebowzięcia Najświętszej Panny Marii) — мурована культова споруда з готичними рисами, парафіяльний храм Римо-Католицької церкви в Україні у смт Скала-Подільська, Борщівського району, Тернопільської області.

## Історія
Час появи римо-католицької парафії у Скалі-Подільскій нині невідомий. Фундатором спорудження цього храму, який завершили зводити 1719 року, був Валентій Казімеж Межеєвський (Walenty Kazimierz Mierzejewski) гербу Шеліга, скальський староста, закрочимський каштелян, чоловік Агнешки з Лянцкоронських, зять Францішека Станіслава (?—1699).

## Світлини

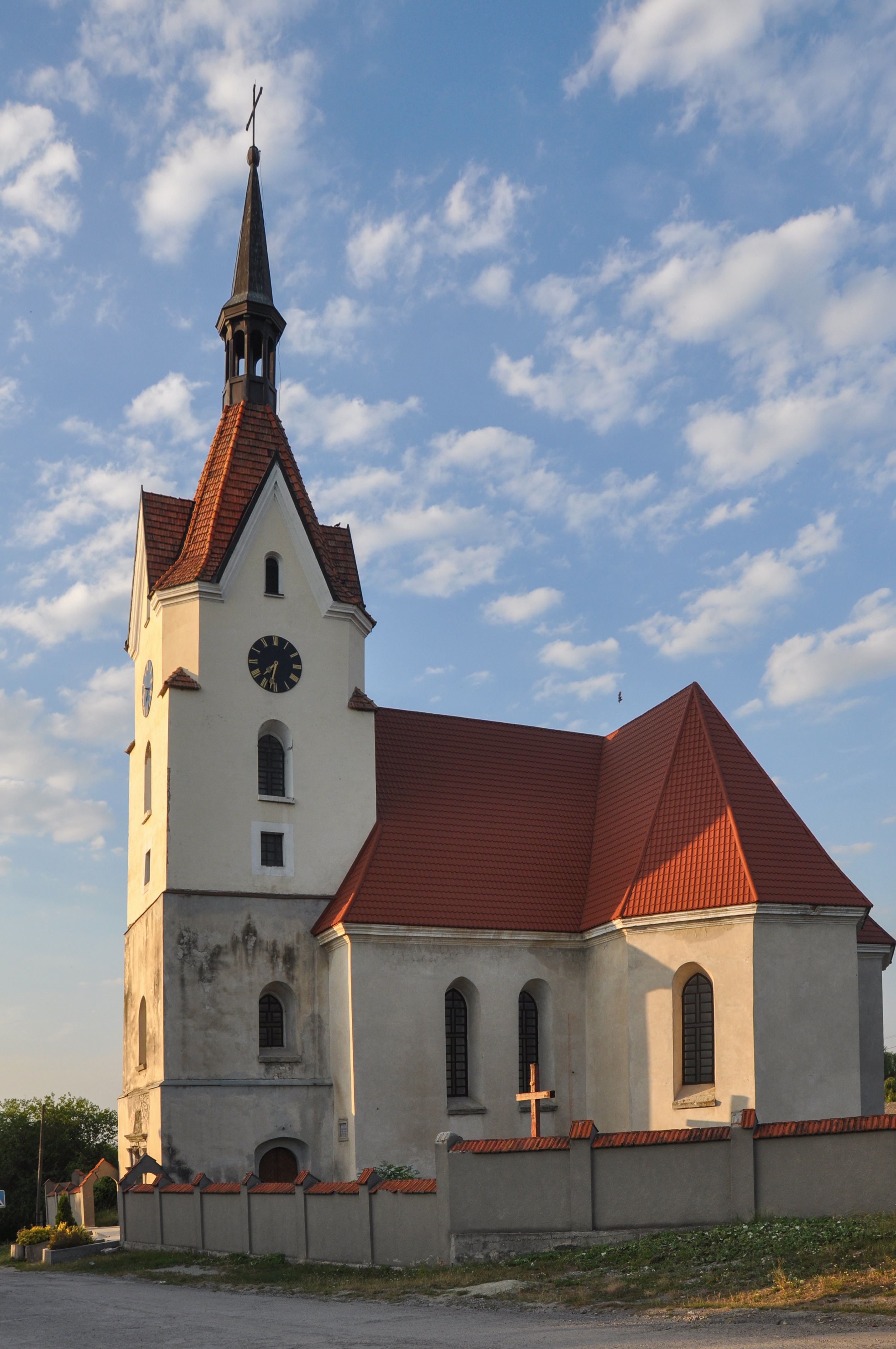
Вид на костел з півдня
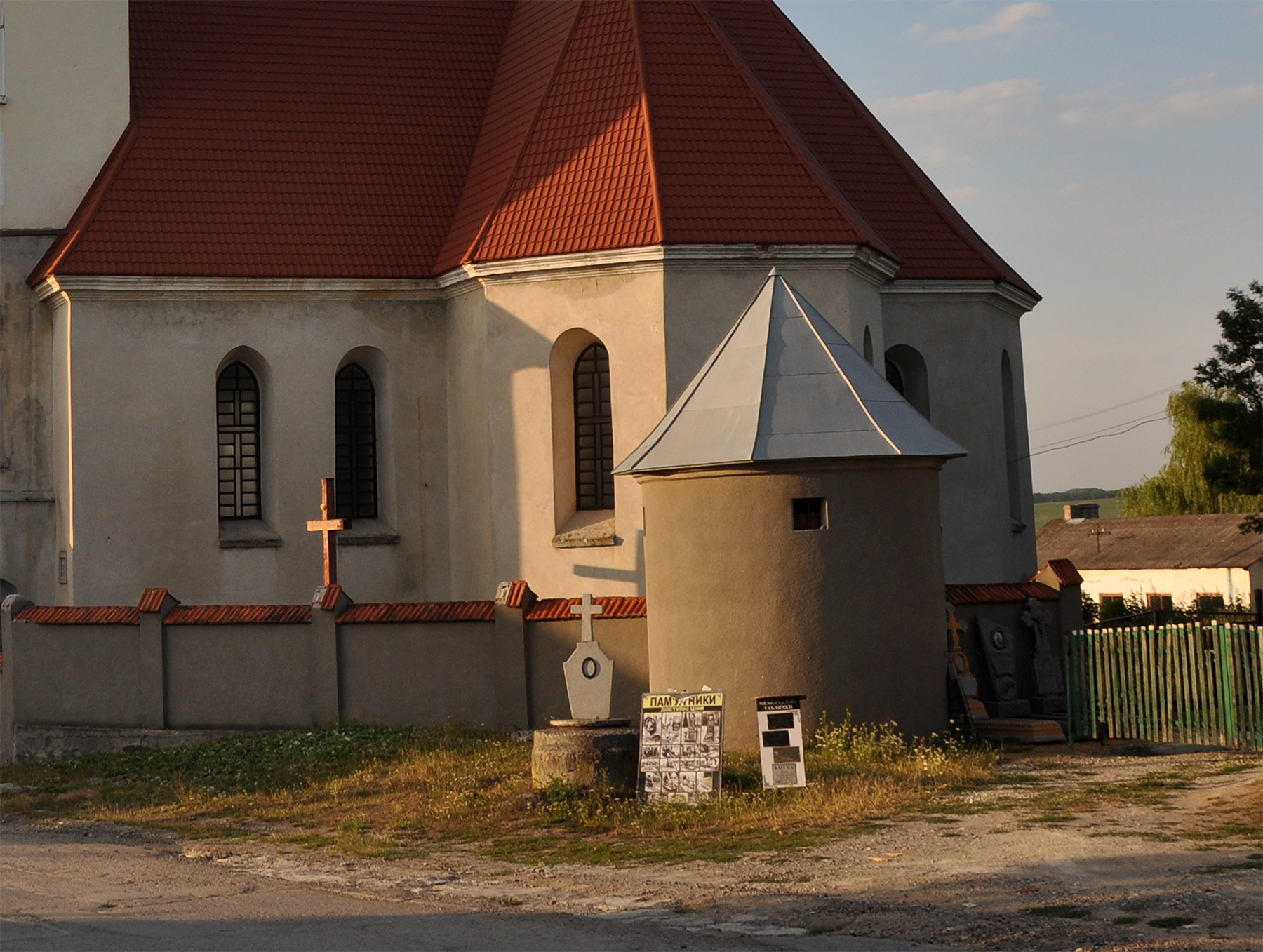
Огорожа з баштами